# City-S-Bahn Hamburg
A City S-Bahn a hamburgi S-Bahn 7,830 kilométer hosszú szakasza, amelyből 5,752 km az úgynevezett City-alagútban található. A hamburgi főpályaudvar és Bahnhof Hamburg-Altona állomás között halad Hamburg belvárosa, valamint St. Pauli és Altona kerületek alatt. A City Tunnel a csatlakozó vasútvonal mellett a hamburgi S-Bahn második fővonala, amelyen több vonal vonatai fonódva közlekednek a belvároson keresztül Altona állomás és a főpályaudvar között.

## Útvonal
Az alagút közvetlenül a főpályaudvar mögött kezdődik, ahol az útvonal a csatlakozó vasútvonal S-Bahn vágányai mellé bukik. A rámpa maximális meredeksége 39,4 ‰, mivel a Binnenalster csak néhány száz méterrel van arréb az alagút kezdetétől. Az első megálló, a Jungfernstieg, az alatta és a Kleine Alster alatt húzódó azonos nevű utca alatt található. Ez az alagút legalacsonyabb pontja, körülbelül 10 méterrel a tengerszint alatt. Innen a vonal délnyugati irányban folytatódik, egészen röviddel a Stadthausbrücke megállóhely előtt a Kleine Alster és az Alsterfleet alatt. Ezután egy S-kanyar következik, és a City S-Bahn eléri a Landungsbrückent. Innen a vonal ismét északnyugati irányba kanyarodik. A vonal közel 10 méter mélyen a tengerszint alatt, a Zirkusweg szintjén egy zsilip alatt halad át, majd 40 ‰-es meredekséggel emelkedik a Reeperbahn alatti megállóig, amely mintegy 4 méterrel a tengerszint felett van. A városi alagút ezután 25 ‰-es maximális meredekséggel emelkedik, és a Königstraße megállóhelyen éri el a legmagasabb pontját, ahol a megálló szintje mintegy 17 méterrel a tengerszint felett van. A vonal egy 300 méter sugarú, szűk ívben halad át a Schellfischtunnel alatt, és dél felől eléri az Altona alagút megállóját. Az S-Bahn számára itt négyvágányú peron és tolatási lehetőség épült. Röviddel ezután a vasútvonal az S-Bahn-vonatok számára kialakított magasított tároló mellett 40,0 ‰ maximális meredekséggel lép ki a föld alól, és csatlakozik a Blankenese és Pinneberg felé tartó és onnan induló vonalakhoz, valamint a főpályaudvarról induló összekötő vonalhoz. A városi S-Bahn vonal közvetlenül Diebsteich állomás előtt, a 7,831-es km-nél ér véget.

## Működés
Ma az S1 és S3 S-Bahn vonalak a City S-Bahnon keresztül közlekednek. Az útvonalon hétköznap naponta mintegy 530 menetrend szerinti személyszállító vonat közlekedik. 2018-ban az alagútban a legnagyobb utasforgalom Jungfernstieg és Hauptbahnhof állomások között volt, ahol naponta (hétfőtől péntekig) átlagosan mintegy 115 000 utas utazott az S-Bahnon.
A városi alagút területén bekövetkező üzemzavarok vagy építkezések esetén az Altona és a főpályaudvar közötti S-Bahn-vonatokat általában a csatlakozó vasútvonalon keresztül terelik; fordítva, az ottani üzemzavarok esetén a vonatok az alagúton keresztül közlekednek.